# Brasiguayo
El término brasiguayo se originó a partir de la unión de las palabras brasileño y paraguayo. Se denominan o son denominados brasiguayos (en portugués: brasiguaios) personas con lazos en Brasil y Paraguay. El  término brasiguayo divide la tanto a investigadores como miembros deste grupo. En general, son llamados de brasiguayos a brasileños y sus hijos nacidos en Paraguay, también brasileños que viviero en  Paraguay por muchos años y después regresaron a Brasil.
Este término se originó a partir de la unión de las palabras brasileño y paraguayo. Generalmente se lo emplea para referirse a los inmigrantes brasileños y sus descendientes establecidos en el territorio de la República del Paraguay, especialmente en las zonas fronterizas con Brasil, sobre todo en los departamentos del Alto Paraná, Amambay, Canindeyú, Caaguazú, Caazapá e Itapúa, en el sureste del país. Los llamados brasiguayos son, en su mayoría, agricultores  (hacendados y campesinos) de origen alemán, italiano o eslavo de habla portuguesa.  Se estima que actualmente esta colectividad está compuesta por 250.000 a 600.000 personas, lo cual hace que sea la comunidad extranjera más numerosa del Paraguay. 
La palabra brasiguayos es empleada para describir a los hijos de pioneros brasileños nacidos en territorio paraguayo, pero el uso de este término divide tanto a investigadores como a la opinión pública, pues mientras algunos consideran que los brasiguayos tienen identidad brasileña y parte importante de sus actividades económicas son funcionales a la economía brasileña, otros señalan que son ciudadanos paraguayos con derecho pleno, aunque se expresen en el idioma de sus padres y aún practiquen la cultura brasileña antes que la paraguaya.  Las últimas investigaciones realizadas en Brasil, demuestran el uso de este término también por los brasileños que regresaron de Paraguay.

## Historia migratoria

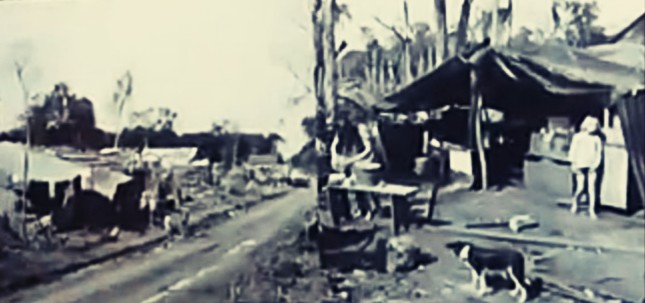
Primeras viviendas de Santa Rosa del Monday, Alto Paraná, en la década de 1970.

Se estima que, en 1943, vivían sólo 513 brasileños en el este de Paraguay. Entre 1950 y 1970, las políticas agrícolas en ambos países alentaron la inmigración de un gran número de brasileños a Paraguay.
El primer grupo que llegó en el país fueron los nordestinos y, enseguida, sulistas. Un factor adicional para estimular la migración del Estado de Paraná fue la creciente mecanización de la producción de soja en ese territorio, lo que dio lugar a la concentración de grandes extensiones de plantaciones de propiedad de las grandes empresas. Pequeños agricultores brasileños buscaron, a continuación, tierras más baratas al otro lado de la frontera. Además, muchas personas decidieron emigrar a Paraguay debido a la construcción de la usina hidroeléctrica de Itaipú (desde 1974 hasta 1983). Los agricultores que vieron su propiedad invadida por el agua y recibieron una compensación insuficiente para la compra de nuevas tierras en Brasil, optaron entonces por trasladarse a la vecina Paraguay, donde la tierra era mucho más barata. Además, en 1967, el gobierno paraguayo cambió una ley que prohibía la compra de tierras por parte de extranjeros en el rango de 150 kilómetros de sus fronteras.
Actualmente hay aproximadamente entre 350.000 y 400.000 inmigrantes brasileños radicados en el país, en su mayoría en los departamentos del Alto Paraná y Canindeyú. La principal actividad es la producción de granos y también están incursionando fuertemente en el rubro de los negocios agrícolas.

## Nace elbrasiguayo
Así una nueva identidad se hizo conocida en 1985, cuando un grupo autodenominado "os brasiguaios" (los brasiguayos) retornaron a Brasil, y formaran un campamento del MST (Movimiento Sin Tierra) en la ciudad de Mundo Novo, en el estado de Mato Grosso do Sul.
En abril de 2015, otro gran grupo de brasiguayos regresaron a Brasil y crean un campamento en la ciudad de Japorã, también en la frontera con Paraguay, y forman un campamento con 1.500 familias. No es conocido el número actual de los brasileños que viven en Paraguay, y mucho menos el número de personas que se hacen llamar brasiguayo. 
Entre los distritos que tienen mayor concentración de personas de origen brasileño  están Santa Rita, San Alberto, Naranjal, Iruña, Santa Rosa del Monday, Minga Porá, Santa Fe del Paraná, San Cristóbal, Hernandarias, Mbaracayú, La Paloma, Francisco Álvarez, Katueté, Nueva Toledo, Salto del Guaira, Campo 9, Raul A. Oviedo, Nueva Esperanza y Pedro Juan Caballero.

## Situación actual

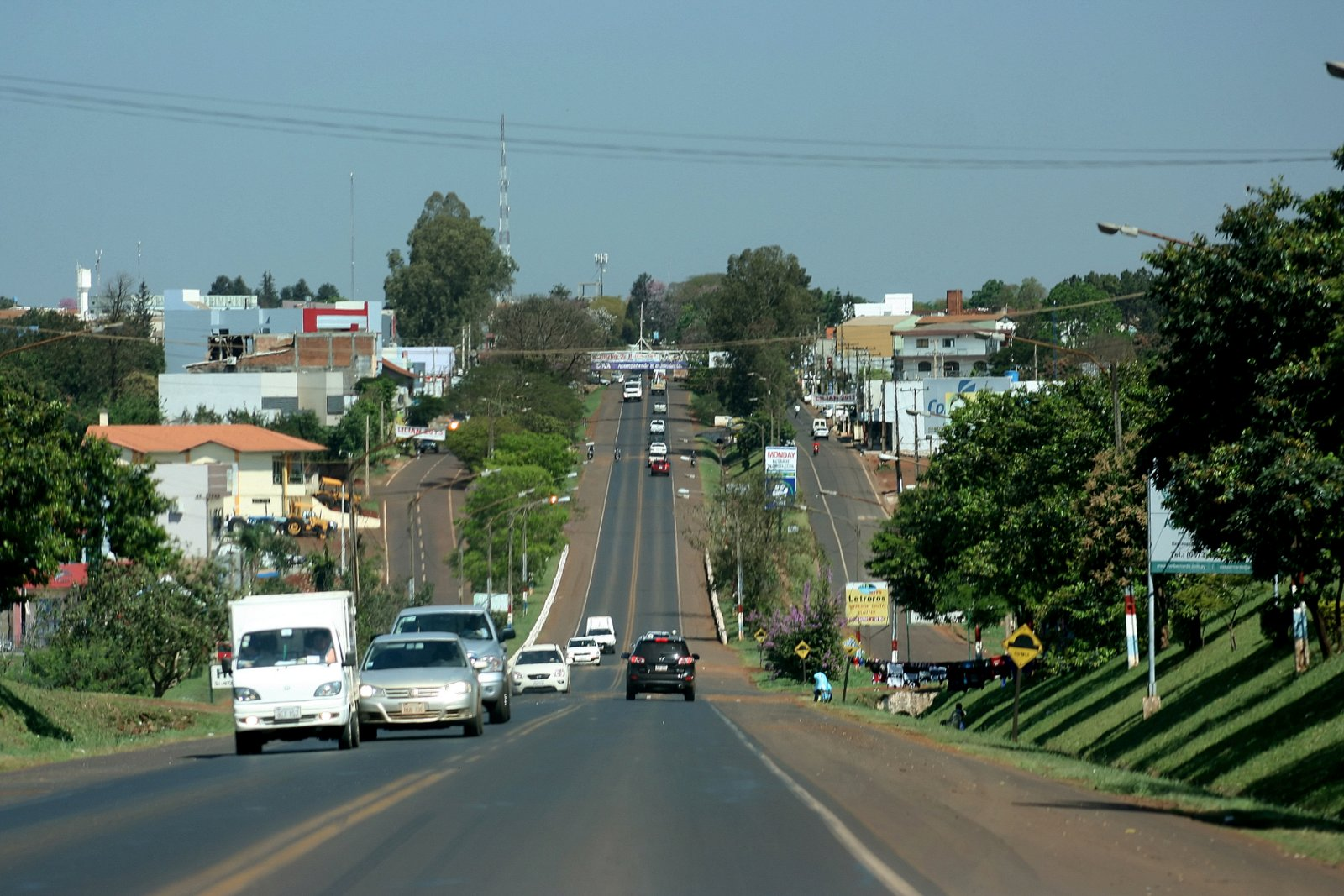
Santa Rita, ciudad que aglomera a numerosos inmigrantes brasileños.

### Polémicas
En marzo de 2014, el portal digital de noticias Hoy, publicó una nota acerca de supuestos informes periodísticos brasileños, consignaban la intención de grupos brasiguayos, de solicitar a la presidenta brasilera Dilma Roussef, la anexión al Brasil una franja de 70 kilómetros de territorio paraguayo.
Según el referido medio, la presunta petición de anexión estaba alojada en el blog  Iguassu Post Journnal, y se basaría en los "sistemáticos acosos que en ese momento sufrían productores de origen brasileño, por parte de los denominados campesinos sin tierra"; y en "la falta de apoyo de las autoridades paraguayas, para garantizar la continuidad de sus proyectos de producción, principalmente la plantación de soja".
El tema saltó al tapete en un momento de mucha tensión a nivel internacional, debido a la anexión de la península de Crimea (Ucrania) al territorio ruso.
Posteriormente, se constató la falsedad de la publicación, cuando un medio de comunicación de la ciudad de Foz de Iguazú, Primeira Linha, ya había desacreditado el mismo blog, pero con respecto a otro caso en que se involucraba a la municipalidad local.
Algún tiempo después, en 2016, una comunidad en Facebook llamada "Paraguai, um Estado brasileiro", instaló nuevamente el debate sobre cuánta influencia ejerce la cultura brasileña, sobre todo en Alto Paraná. La página, de contenido satírico, al poco tiempo fue eliminada, pero generó el análisis sobre el avance de la inmigración brasileña en el país.
Como reacción a la publicaciones, algunos medios capitalinos señalaron que "los brasiguayos copan las zonas fronterizas con sus empresas, su gastronomía, su idioma y costumbres que hacen que uno no sienta mucha diferencia cruzando o no el Puente de la Amistad".
Los migrantes brasiguayos residentes en el décimo departamento no tardaron en reaccionar y dijeron que la idea solo busca conflictos dentro de la integración bilateral.

### Nacionalidad
En este grupo ya están los hijos de brasileños nacidos en el Paraguay, quienes tienen derecho a tener la doble nacionalidad. Los extranjeros, en su mayoría cuentan con la radicación permanente, pero no son muchos los que buscan la nacionalización y mencionan la burocracia, el desconocimiento, el costo y el tiempo que lleva todo el trámite.
Muchos de los inmigrantes y sus hijos son actualmente autoridades en su municipio y otros hijos de brasileños nacidos en Paraguay también incursionaron en la política, pero siempre en sus comunidades, ya que hasta el momento no se presentaron para cargos regionales o nacionales.

### Cultura

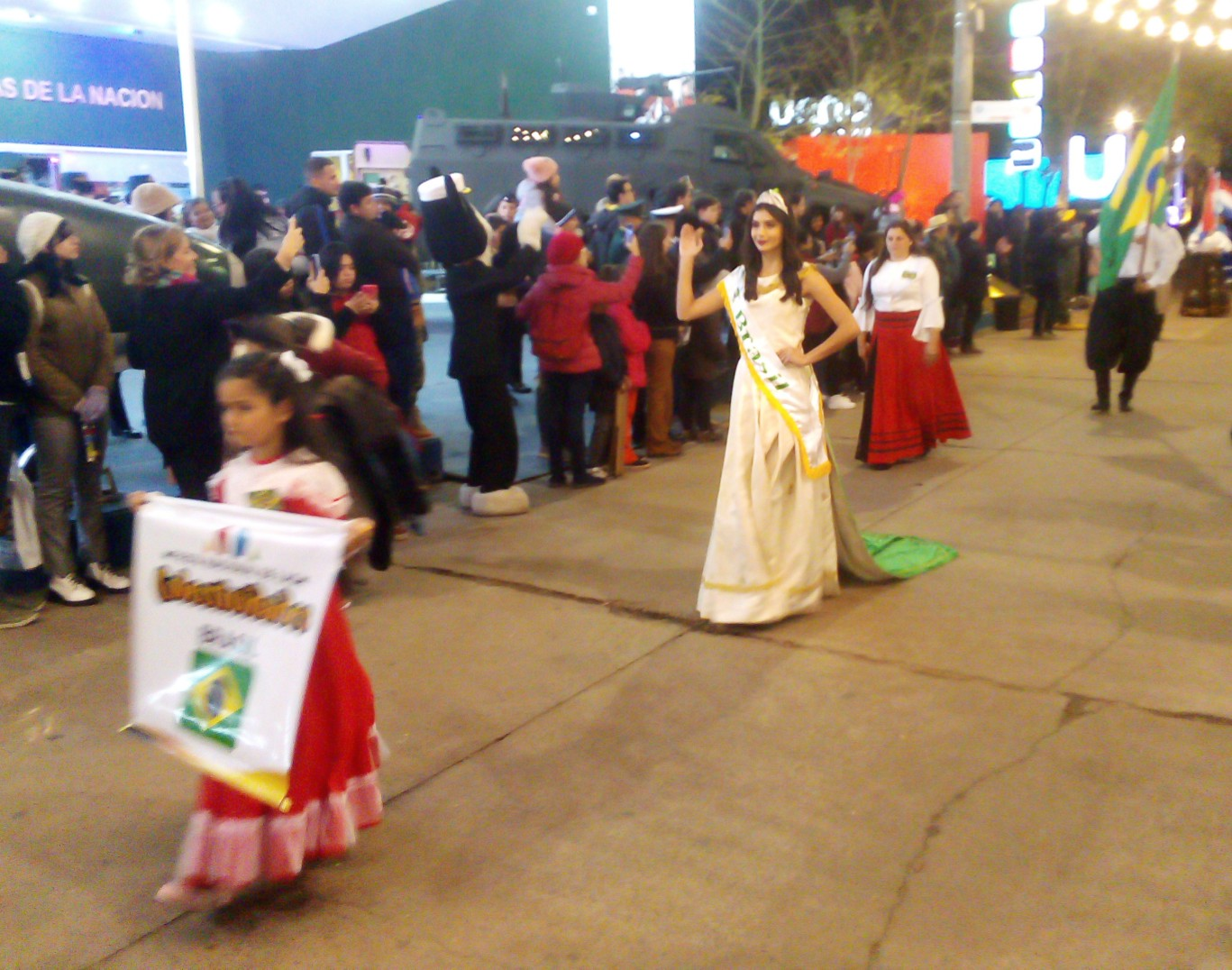
Reina de la colectividad brasileña de Hohenau.

El uso del término "brasiguayo" divide tanto a investigadores como a la opinión pública. 
Mientras algunos consideran que los brasiguayos tienen identidad brasileña y parte importante de sus actividades económicas son funcionales a la economía brasileña, otros señalan que son ciudadanos paraguayos con derecho pleno, aunque se expresen en el idioma de sus padres y aún practiquen la cultura brasileña antes que la paraguaya.

### Conflictos
Los conflictos suelen variar mucho según la versión de ambos lados, porque en el punto de vista de los brasiguayos, ellos están realizando un trabajo muy importante para el país, desarrollándolo económicamente mediante una verdadera vocación por el trabajo, y que no es nada malo lo que ellos están haciendo en tierras paraguayas. 
En cambio, desde el punto de vista de los campesinos paraguayos, esta situación se trata de un proceso económico que deja de lado a los pequeños productores del campo, acabando con la agricultura de subsistencia, contaminando a las personas, destruyendo el medio ambiente y ocasionando el traslado rural y por sobre todo, que ellos se adueñan de las tierras que por derecho les pertenecen a los paraguayos.